# Нова Дача (Пологівський район)
Нова́ Да́ча — село в Україні, у Пологівському районі Запорізької області. Населення становить 20 осіб. До 2018 орган місцевого самоврядування — Семенівська сільська рада.

## Географія
Село Нова Дача знаходиться на відстані 1 км від села Дмитрівське та за 6 км від села Кінські Роздори.

## Історія
Датою заснування села Нові Дачі вважається 1790 рік.
На все селище, серед руїн, всього 3 житлових будиночка. Корінних жителів в селі вже немає, автомагазин раз на тиждень привозить замовлені товари тим дачникам, які приїжджають влітку. Наприкінці 1980-х — початку 1990-х років в селі була початкова школа, у старші класи діти їздили вчитися в Семенівку.
12 червня 2020 року, відповідно до розпорядження Кабінету Міністрів України № 713-р «Про визначення адміністративних центрів та затвердження територій територіальних громад Запорізької області», увійшло до складу Пологівської міської громади.
19 липня 2020 року, в результаті адміністративно-територіальної реформи та ліквідації  Пологівського (1923-2020) району увійшло до складу новоутвореного Пологівського району.

## Населення

### Мова
Розподіл населення за рідною мовою за даними перепису 2001 року:
| Мова       | Кількість | Відсоток |
| ---------- | --------- | -------- |
| українська | 17        | 85%      |
| російська  | 3         | 15%      |
| Усього     | 20        | 100%     |